# ハリド・アル＝カシミ

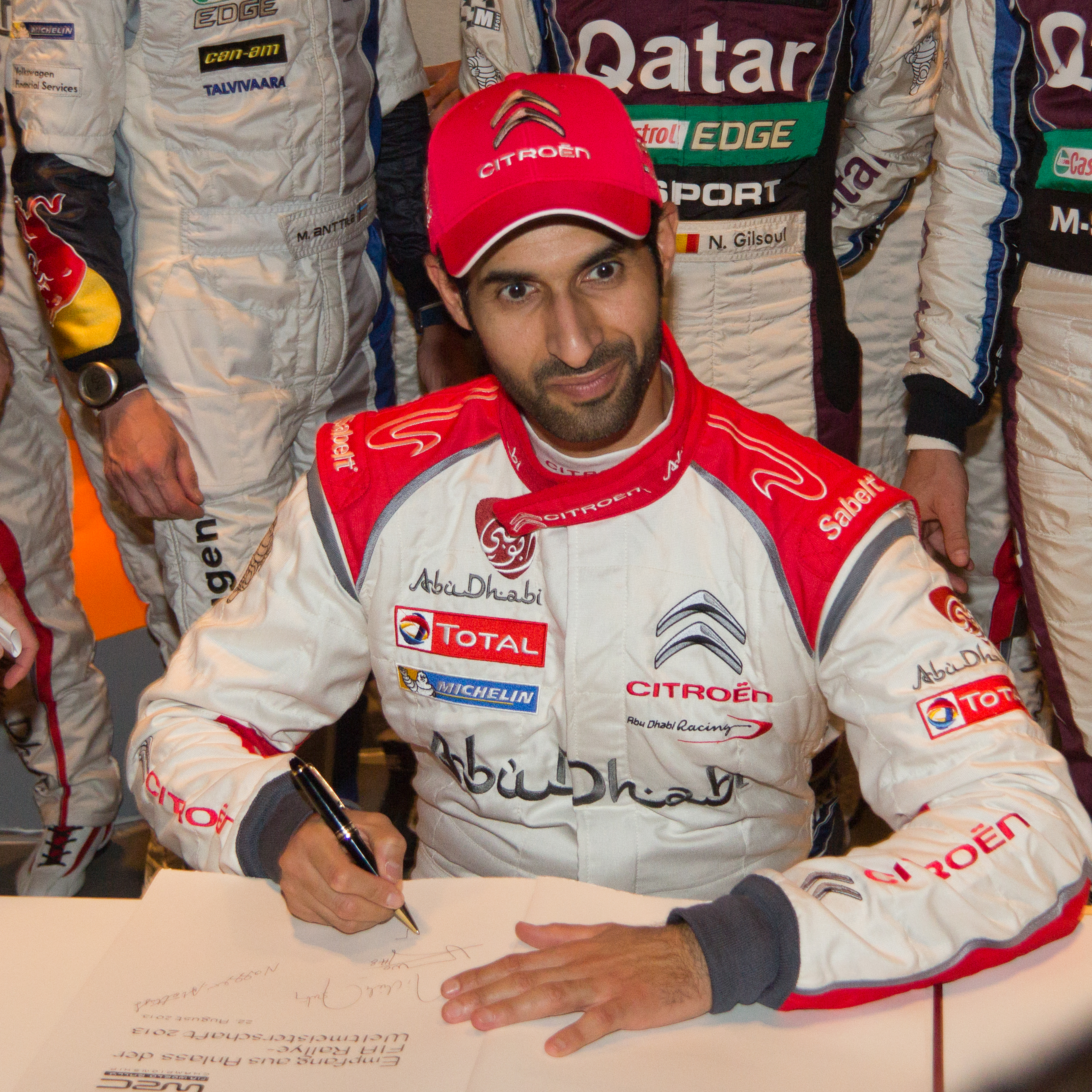
2013年ラリー・ドイチュラント

ハリド・ビン・ファイサル・ビン・スルタン・アル＝カシミ（Khalid bin Faisal bin Sultan Al Qassimi）(アラビア語: الشيخ خالد بن فيصل بن سلطان القاسمي; 1972年2月18日 - )はUAE（アラブ首長国連邦）出身のラリードライバー。
UAEを構成する7王国のうち2つを統べる王族、アル＝カシミ家の一族である。

## 経歴

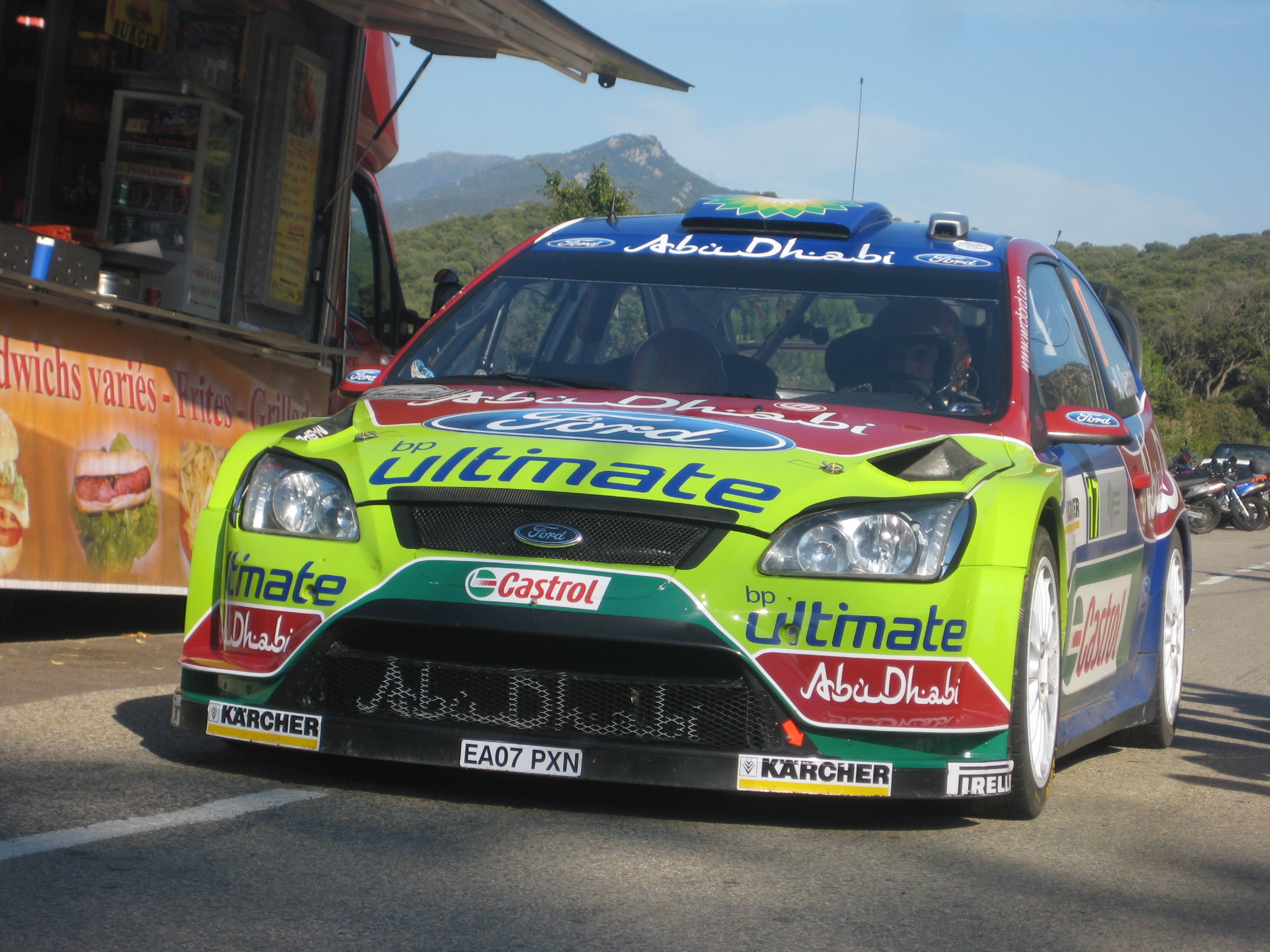
2008年ラリー・ド・フランス

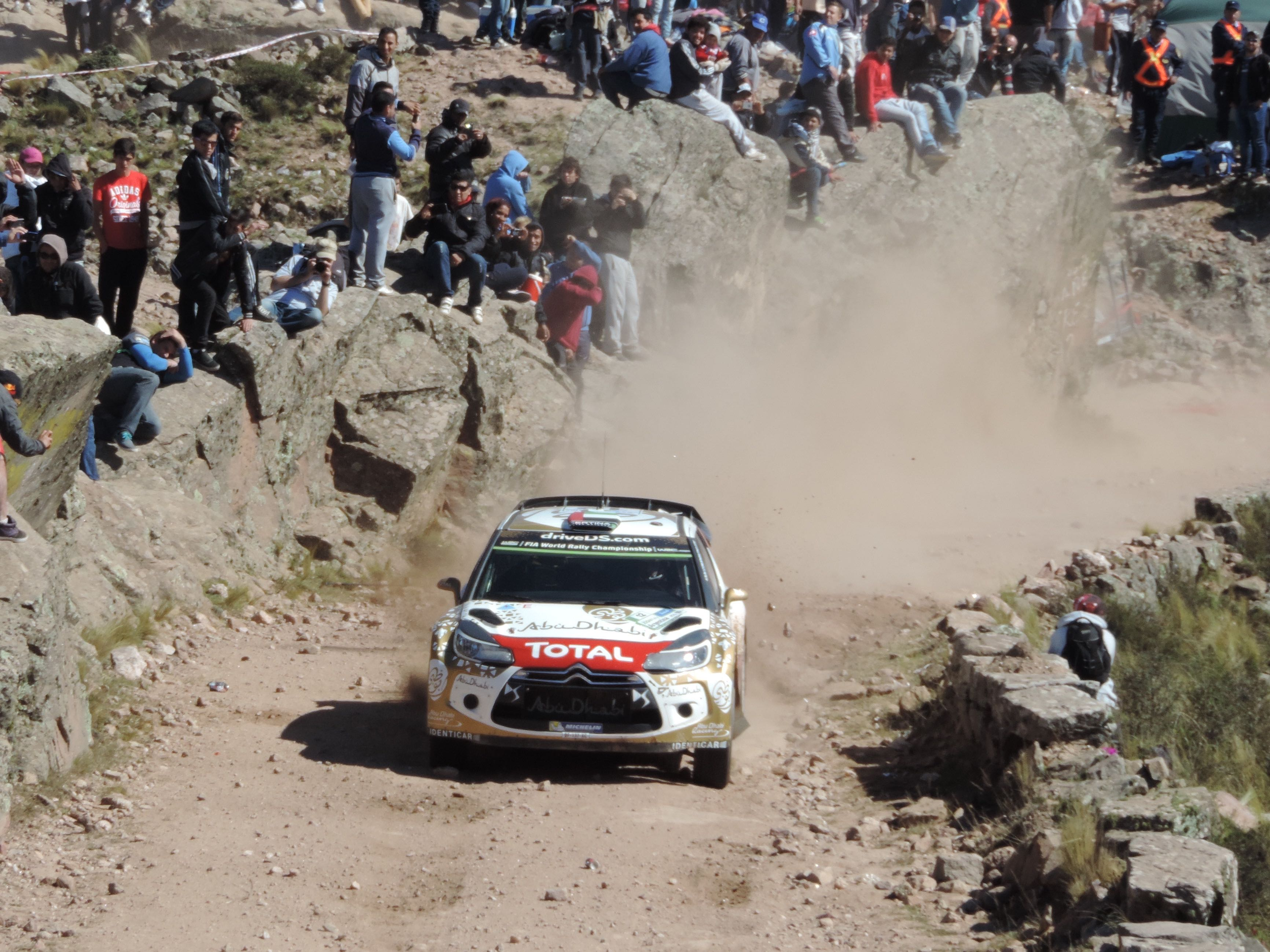
2015年ラリー・アルゼンチン

2002年に三菱・ランサーエボリューションをドライブしてMERC（FIA中東ラリー選手権）のプロダクションカップを、2004年にスバル・インプレッサ WRX STIでMERC総合タイトルを獲得。また2004年はギリシャとトルコでWRCにもスポット参戦した。2004年から2005年途中までナビは後にヤジード・アル＝ラジと組む英国人のマイケル・オア、以降は英国人のニッキー・ビーチがナビとなった。
2007年のWRC（世界ラリー選手権）で、BPフォードとアブダビ観光局の提携により、同チームに3代目のフォード・フォーカス RS WRCがもたらされたことで、アル＝カシミはWRカーデビュー。ミッコ・ヒルボネン、ヤリ＝マティ・ラトバラがチームメイトとなった。以降2011年まで同チームで毎年半分程度のイベントに参戦し、最高で5位を記録した。2008年にナビはオアに戻った。
2013年はアブダビの支援を受けたシトロエン・レーシングから、シトロエン・DS3 WRCをドライブ。ナビは2013年は後にクレイグ・ブリーンやエルフィン・エバンスと組む英国人のスコット・マーティン、2014年以降はペター・ソルベルグの英国人元ナビのクリス・パターソンとなった。以降2018年まで毎年数戦にエントリーするが、表彰台獲得には至らなかった。
2017年にダカール・ラリーにデビュー。ナビはジニエル・ド・ヴィリエと共にダカールを制覇したドイツ人のディルク・フォン・ツィッツェヴィッツ。PHスポールのプジョー・2008 DKRをドライブするがリタイア。翌2018年は3008 DKRで6位フィニッシュと健闘した。またこの年のアブダビ・デザート・チャレンジで総合優勝を飾った。
2019年以降はX-raidへ移籍しMINI・JCWバギーをドライブしている。2021年ダカールはヤジード・アル＝ラジのナビの負傷もあって部分ツッツェヴィッツはアル＝ラジと組み、アル＝ラジはフランス人でブリアン・ブフィエの元ナビであるクサビエ・パンセリと組んだ。
2023年はナビがツィッツェヴィッツからノルウェー人でミッチェル・ガスリーやアンドレアス・ミケルセンと組んでいたオラ・フローネへと交代した。